# Pizza Frenzy
Pizza Frenzy (в переводе с англ. Безумие пиццы) — аркадная игра о доставке пиццы, написанная Sprout Games и изданная PopCap Games. Пробную версию игры можно скачать бесплатно и играть в течение часа, но полный доступ открывается только за плату.

## Игровой процесс
Цель игрока в Pizza Frenzy — быстро доставлять клиентам правильную пиццу. Уровни игры проходят в разных местах, каждая локация имеет различную топографию. На каждой из локаций может быть две или более мест, где готовят пиццу. Каждая из этих кухонь отвечает за определённый вид пиццы. Во время игры у каждого клиента есть иконка, обозначающая ту пиццу, которую клиент заказывает. Необходимо щелкнуть по значку, а затем — по той части игры, где производится пицца. Одним из важных показателей является уровень удовлетворенности клиентов. Он падает, если клиент не получает пиццу в течение долгого времени или ему доставляют не ту пиццу. При этом клиент завершает телефонный звонок. Если уровень удовлетворенности клиентов падает достаточно низко, игра заканчивается.
Перед началом каждого уровня игрок выбирает, какие начинки для пиццы будут доступны на этом уровне. Количество различных видов пиццы зависит от уровня - от 2 до 4. Начинка для пиццы никак не влияет на игровой процесс, кроме того факта, что начинка более высокого уровня приносит больше денег.
После того, как пройдено определённое число уровней, игрок может выбрать новую начинку для своей пиццы. Есть как стандартные начинки (например, оливки или грибы), так и то, что обычно не связывают с пиццей (например, пончики, шоколад или картофель фри).
После прохождения легких уровней в игре появляются преступники. Преступники — абоненты, которые звонят в пиццерию и пытаются ей навредить. К ним относятся вандалы, телефонные шутники и воры. Если игрок по ошибке принимают заказ от такого человека, он потеряет прибыль или репутацию. Вместо этого нужно щелкнуть по полицейскому участку: результате чего полиция арестует преступника и предоставит денежное вознаграждение. При появлении преступников игра издаёт специальный звуковой сигнал, чтобы преступников было легче заметить.
Игра также включает в себя абонентов, которые приводят к появлению нейтральных и положительных эффектов, влияющих на игру. Эти эффекты включаются, если пицца успешно доставлена. В число таких звонящих входят «болтливая клиентка», которая убеждает других клиентов изменить свои заказы так, чтобы они были теми же самыми, что и у неё, клоун, который заставляет других клиентов заменить заказы на случайные, банкир, который собирает деньги автоматически (эффект банкира действует лишь короткий период времени), кинозвезда (платит много денег), монах, замедляющий время в игре.

## Оценки
Компания GameSpot оценила уникальность и чувство юмора в игре. Однако там отметили, что игра редко достигает момента, где игрок должен моментально совершать действия, постоянная сложность отсутствует. Тем не менее, рецензенты оценили музыку и стиль игры, в результате чего общая оценка игры составила 7,4 из 10.